# Bijan Sabet
Bijan Joseph Sabet (* 10. února 1969 New York, USA) je americký investor a v letech 2023–2025 velvyslanec Spojených států amerických v České republice.

## Velvyslanec
Dne 13. prosince 2022 potvrdil Senát Spojených států amerických jeho nominaci do této funkce. Přísahu složil 16. prosince 2022. Pověřovací listiny českému prezidentovi předal 15. února 2023, čímž se ujal svého úřadu.

## Život
Narodil se v New Yorku jako syn imigrantů. Otec, narozený v Íránu, stal se lékařem a na konci 60. let pobýval v USA. Matka emigrovala z Jižní Koreje, také působila jako lékařka. Oba se seznámili v USA a získali americké občanství.
Bijan Sabet vystudoval v roce 1991 Boston College. Prvních deset let své kariéry se věnoval investování do začínajících firem (startupů). V roce 2005 se stal spoluzakladatelem venture kapitálové společnosti Spark Capital.
Je častým přispěvatelem Demokratické strany.